# Samaire Armstrong
Samaire Rhys Armstrong (uttalas səˈmɪərə), född 31 oktober 1980 i Tokyo, är en amerikansk skådespelerska, främst känd för rollen som Anna Stern i TV-serien OC. Hon är även med i Daniel Powters musikvideo Bad Day samt Hansons Penny and Me.

## Filmografi
- 2001 – Not Another Teen Movie
- 2003–2006 – OC (TV-serie)
- 2006 – Just My Luck
- 2006 – Stay Alive
- 2006 – It's A Boy Girl Thing
- 2007 – The staircase murders
- 2007–2009 – Dirty Sexy Money (TV-serie)
- 2010 – The Last Harbor